# Rhythm 0
Rhythm 0 è una performance dell'artista Marina Abramović, avvenuta nella galleria Studio Morra di Napoli nel 1974 e durata sei ore.
Fa parte della serie di performances intitolata Rhythms (1973-74), volta a indagare le tensioni tra abbandono e controllo, che comprende Rhythm 10 (1973), Rhythm 5 (1974), Rhythm 2 (1974), Rhythm 4 (1974), Rhythm 0 (1974).

## Descrizione

### Allestimento
In una stanza della galleria erano stati posti su di un tavolo vari oggetti come una rosa, del pane, un profumo, una bottiglia di vino, un bicchiere, delle catene e delle forbici: alcuni potevano essere strumenti di piacere, altri di dolore e vi era anche una pistola con un proiettile, possibile oggetto di morte. 
Insieme agli oggetti erano appoggiate sul tavolo le istruzioni:
- Ci sono 72 oggetti sul tavolo che possono essere usati su di me nel modo in cui desiderate
- Io sono l'oggetto
- Mi assumo completamente la responsabilità di quello che faccio
- Durata: 6 ore (dalle 20:00 alle 2:00)

Abramović dichiarò che il pubblico avrebbe potuto ucciderla, si pose come oggetto nelle mani delle persone presenti, che potevano decidere come e se interagire con lei.
Durante tutta la durata della performance l’artista stette passivamente immobile, accettando senza opporsi qualsiasi cosa le venisse fatta. 

#### Elenco degli oggetti[1]
- Acqua
- Ago
- Alcool
- Ascia
- Bastone
- Benda
- Bicchiere
- Campana
- Candela
- Cappello
- Cappotto
- Catene
- Cerotto
- Coltello da cucina
- Coltello tascabile
- Cotone
- Cucchiaio
- Dolce

- Fazzoletto
- Fiammiferi
- Filo
- Fiori
- Flauto
- Foglio bianco di carta
- Forbici
- Forchetta
- Forcina
- Frusta
- Giornale
- Gomitolo
- Libro
- Macchina fotografica Polaroid
- Martello
- Medaglia
- Mela

- Miele
- Olio di oliva
- Osso di agnello
- Pane
- Penna
- Pennacchio
- Pettine
- Pezzo di legno
- Piatto
- Pistola
- Profumo
- Proiettile
- Punta metallica
- Ramo di rosmarino
- Rosa
- Rossetto
- Sale
- Saponetta

- Scalpello
- Scarpe
- Sciarpa
- Sedia
- Sega
- Spazzola
- Specchio
- Spillone
- Stringhe di pelle
- Tubo metallico
- Unghie
- Uva
- Vernice bianca
- Vernice blu
- Vernice rossa
- Vino
- Zolfo
- Zucchero

### Svolgimento
Le prime ore passarono tranquille, il pubblico tendeva ad osservarla, qualcuno le fece una carezza, le diede la rosa, rapportandosi gentilmente con lei. Con il passare delle ore però iniziarono a percepire la sua accondiscendenza a tutto, il suo essersi realmente posta senza remore alla loro volontà, quindi  la possibilità di violarla tagliandole via i vestiti divenne concreta. All'assenza di opposizione da parte dell’Abramović seguì un intensificarsi delle provocazioni, fu spinta e trasportata, ci fu chi le provocò dei tagli, le conficcò le spine di rosa nella pelle, le succhiò il sangue che fuoriusciva dalle ferite. Lei rimaneva immobile, mentre lacrime le rigavano il volto, nel dolore per la visione della brutalità umana, messa allo specchio della propria possibile disumanità.
Quando le puntarono la pistola carica, con il dito posto sul grilletto, cercarono di evitare che la performance finisse nel peggiore dei modi. Il gallerista, infuriato, prese la pistola e la gettò fuori dalla finestra. 
Allo scadere delle sei ore, il gallerista dichiarò la performance conclusa. Fu allora che l'Abramovic, tornata ad essere persona e non più oggetto, si diresse verso il pubblico. In quel momento la gente iniziò ad andarsene frettolosamente, incapace di reggere un confronto con lei come persona.

## Considerazioni
Marina Abramović con Rhythm 0 ha voluto constatare fino a che punto il pubblico poteva arrivare, fino a che punto si sarebbe spinto, in questo tipo di situazione,
ha messo a nudo l'anima dei partecipanti durante lo svolgimento della performance, ma anche alla fine di essa, poiché chi non aveva avuto umanità nei suoi confronti non riuscì, per la vergogna, a sostenerne lo sguardo.
(Marina Abramović)